# 前橋市立白川小学校
前橋市立白川小学校（まえばししりつ しらかわしょうがっこう）は、群馬県前橋市富士見町小暮にある前橋市立小学校。

## 概要

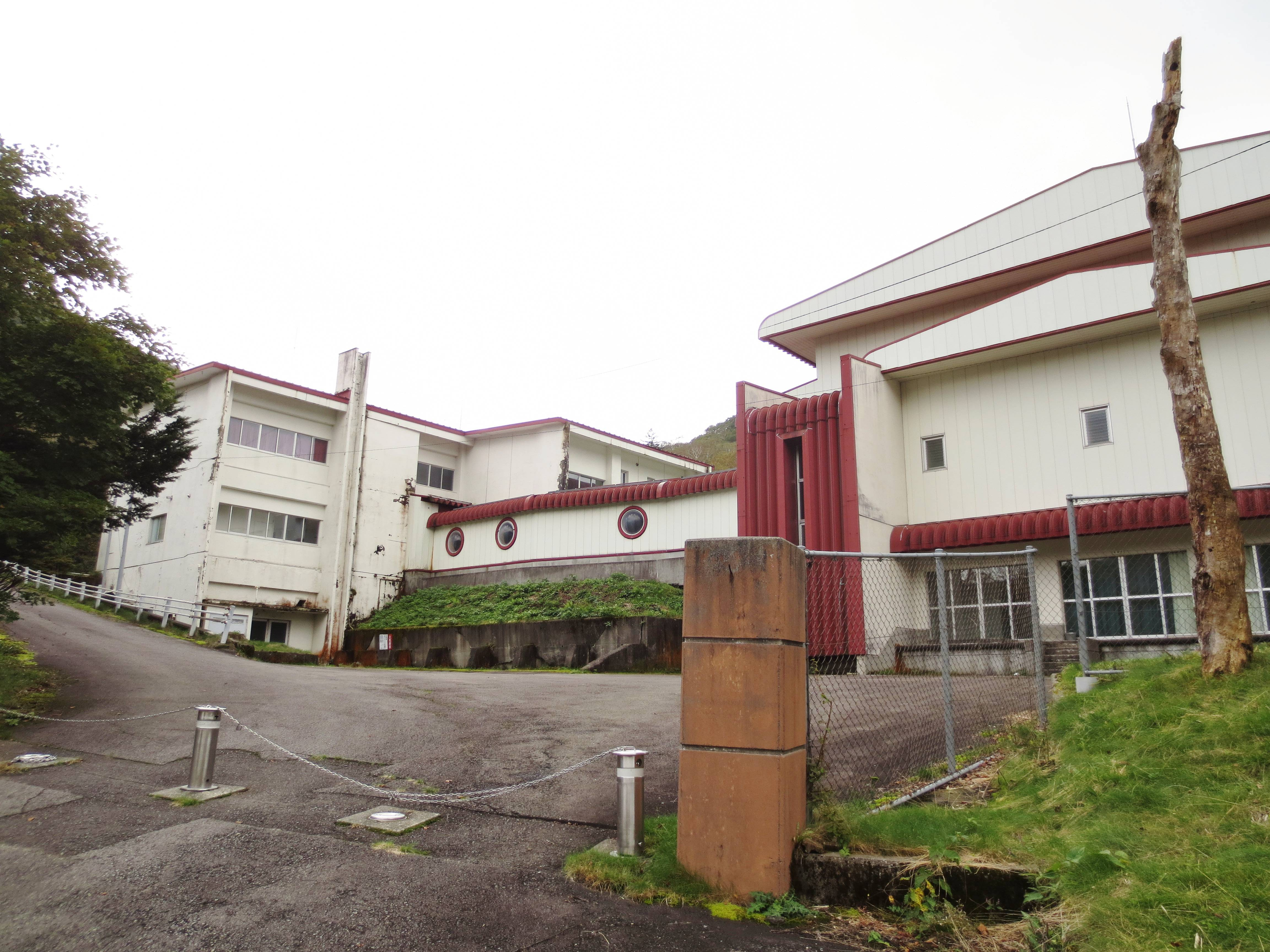
前橋市立白川小学校赤城山分校跡

富士見町赤城山に前橋市立白川小学校赤城山分校があるが、1998年に休校になり現在は、本校に通っている。

## 沿革
- 1950年1月9日 富士見村立時沢小学校赤城分校として校舎落成・開校する。[2]
- 1955年4月1日 富士見村立赤城小学校となり独立校として発足する。同村大字赤城山に赤城小学校赤城山分校が新設される。
- 1955年6月1日 校名変更により、富士見村立白川小学校となる。
- 1960年11月10日 赤城山分校校舎落成式が行なわれる。
- 1962年3月1日 週6日制の完全給食が開始される。
- 1971年3月31日 箕輪分校が廃校となり、4月より本校に通学することになる。
- 1974年5月27日 赤城山分校校舎新築落成式が行われる。
- 1978年3月3日 新校舎落成式。
- 1983年2月20日 体育館落成。
- 1986年7月30日 プールが完成する。
- 1998年3月26日 赤城山分校休校式が挙行される。
- 1998年3月31日 パソコン室を改修し、特学教育を設置。赤城山分校が休校となる。
- 2002年7月 パソコン総入れ替えを行う。
- 2003年4月1日 白川小ホームページが開設される。
- 2005年5月7日 教室扇風機取り付け工事を行う。

## 学区
- 富士見町小暮の一部[3]
- 富士見町皆沢
- 富士見町石井の一部
- 富士見町赤城山